# Ritual (альбом In This Moment)
| Оценки критиков    | Оценки критиков                                                          |
| Источник           | Оценка                                                                   |
| ------------------ | ------------------------------------------------------------------------ |
| AllMusic           | [ 1 ]                                                                    |
| Blabbermouth       | [ 2 ]                                                                    |
| Metal Hammer       | 3 из 5 звёзд · 3 из 5 звёзд · 3 из 5 звёзд · 3 из 5 звёзд · 3 из 5 звёзд |
| Kerrang!           | [ 3 ]                                                                    |
| New Noise Magazine | [ 4 ]                                                                    |
| Team Rock          | [ 5 ]                                                                    |
| Salute             | [ 6 ]                                                                    |
| Wall of Sound      | [ 7 ]                                                                    |

Ritual — шестой студийный альбом группы In This Moment, вышедший 21 июля 2017 года на лейбле Atlantic Records при содействии Roadrunner Records. Это первый альбом группы с момента ухода барабанщика Тома Хэйна, который покинул группу в 2016 году, сославшись на творческие разногласия. Хэйн был заменен Кентом Диммелом в том же году. 11 мая 2017 года были опубликованы обложка и название альбома. Первый сингл «Oh Lord» был выпущен 12 мая 2017 года, тогда же был оглашён список композиций, выпущено музыкальное видео и открыта предпродажа альбома.

## Список композиций
| №   | Название                                   | Автор(ы)                                          | Длительность |
| --- | ------------------------------------------ | ------------------------------------------------- | ------------ |
| 1.  | «Salvation»                                |                                                   | 2:21         |
| 2.  | «Oh Lord»                                  |                                                   | 4:07         |
| 3.  | «Black Wedding» (с участием Роба Хэлфорда) | Brink, Howorth, Churko, Billy Idol, Scott Stevens | 4:07         |
| 4.  | «In the Air Tonight» (Phil Collins cover)  |                                                   | 4:57         |
| 5.  | «Joan of Arc»                              | Brink, Howorth, Churko, Johnny Andrews            | 3:37         |
| 6.  | «River of Fire»                            |                                                   | 3:57         |
| 7.  | «Witching Hour»                            |                                                   | 4:09         |
| 8.  | «Twin Flames»                              |                                                   | 5:00         |
| 9.  | «Half God Half Devil»                      | Brink, Howorth, Churko, Dave Bassett              | 4:11         |
| 10. | «No Me Importa»                            |                                                   | 4:16         |
| 11. | «Roots»                                    |                                                   | 4:10         |
| 12. | «Lay Your Gun Down»                        |                                                   | 4:03         |

| №   | Название                  | Длительность |
| --- | ------------------------- | ------------ |
| 13. | «Creep» (Radiohead cover) |              |

## Позиции в чартах
| Чарт (2017)                                   | Позиция |
| --------------------------------------------- | ------- |
| Австралия (ARIA)                              | 43      |
| Австрия (Ö3 Austria)                          | 44      |
| Бельгия/Фландрия (Ultratop)                   | 84      |
| Бельгия/Валлония (Ultratop)                   | 137     |
| Канада (Canadian Albums Chart)                | 30      |
| Германия (Offizielle Top 100)                 | 51      |
| New Zealand Heatseekers Albums (RMNZ)         | 2       |
| Шотландия (Scottish Albums Chart)             | 52      |
| Швейцария (Schweizer Hitparade)               | 50      |
| Великобритания (UK Albums Chart)              | 95      |
| Великобритания (UK Rock & Metal Albums Chart) | 7       |
| США (Billboard 200)                           | 23      |
| США (Billboard Top Hard Rock Albums)          | 3       |
| США (Billboard Top Rock Albums)               | 6       |